# Aufklärung

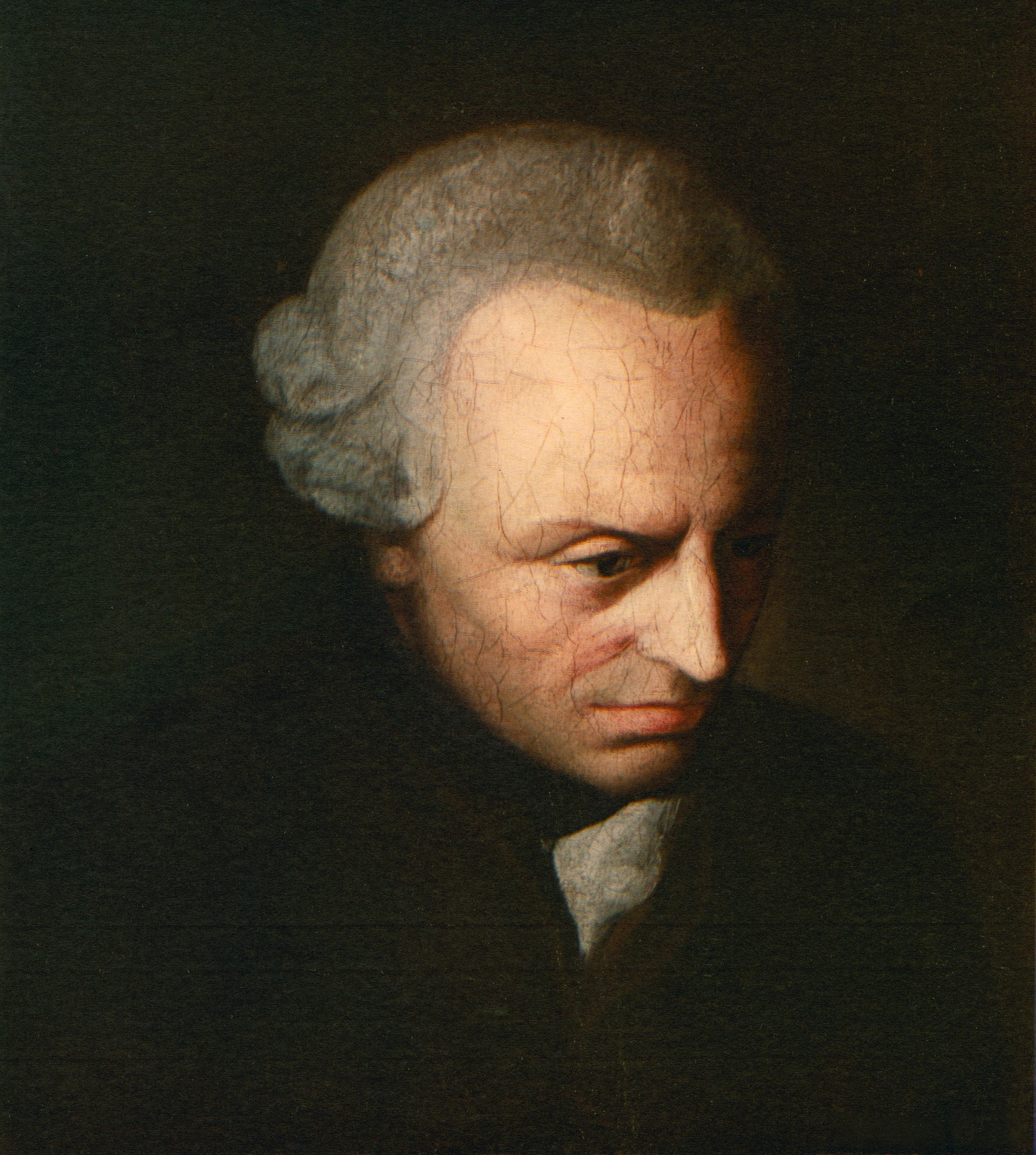
Immanuel Kant : Was ist Aufklärung?

L'Aufklärung és un corrent de pensament que s'estén aproximadament des dels anys 1720-1730 als anys 1775-1785, durant els quals es desenvoluparà l'Sturm und Drang. Aquest corrent intel·lectual és identificat sovint amb la Il·lustració. El terme Aufklärung només s'utilitza a Alemanya a partir de 1770 i comprèn nocions difícils de definir.

## Els precursors
Gottfried Wilhelm von Leibniz (1646-1716) va escriure La Teodicea (1710) i La Monadologia (1714). A la Teodicea, Leibniz argumenta que, per la seva perfecció, Déu només podia crear "el millor dels mons possibles": 
| « | De la perfecció suprema de Déu, que produir l'univers, va triar el millor pla possible on hi ha la major varietat amb el major ordre […] car si només és possible pensar en l'existència de la ment de Déu en proporció a la seva perfecció, el resultat de totes aquests pretensions ha de ser el món actual, allò més perfecte possible. | » |

. Leibniz defensa una visió optimista de l'univers.

## Els fundadors
- Christian Thomasius (1655-1728)
- Christian Wolff s'inscriu en un pensament sorgit directament del de Leibniz sobre la perfecció de Déu i l'existència del mal. En la seva Theologia naturalis (1736), va escriure: El mal físic i el mal moral es troben en aquesta sèrie inclosos, de tal manera que si hom es retira del mal, es retira del bé al mateix temps.[1] L'ontologia és per a ell una important disciplina filosòfica com una ciència de l'ésser en general. Junt amb Wolff, es defensen les idees importants de l'Aufklärung i les principals tesis de Leibniz sobre l'optimisme, la moral de la perfecció i el coneixement basat en la deducció pura.

## L'evolució de l'Aufklärung
- Moisès Mendelssohn, una figura important en la Haskalà (la Il·lustració jueva) i la Il·lustració de Berlín, és considerat un dels majors representants de la Il·lustració alemanya. A la seva obra Jerusalem o poder religiós i judaisme (1783), es mostra com a defensor de la tolerància a la religió i la política (l'Estat no ha de jutjar a les persones segons les seves creences religioses), i argumenta que els poders religiosos i polítics no s'hi han de ficar en sentit estricte, perquè si no la llibertat de consciència corre el risc d'ésser suprimida. Sosté, però, que la religió pot inspirar l'acció cívica d'un membre de l'Estat per al bé comú i la llibertat legal, polític i religiosa.

- Gotthold Ephraim Lessing és un ferm defensor de la tolerància i els valors de cosmopolitisme i universalisme. És l'autor de Nathan el Savi (1779) i L'educació de la humanitat (1780).

A Nathan el Savi, va escriure: 
| « | El cristià i el jueu són cristià i jueu abans d'ésser homes ? | » |

. Condemna les Croades i les guerres de religió. A l'Educació de la humanitat, va afirmar la seva fe en els poders de la raó i estableix un paral·lelisme entre la revelació i l'educació. 
| « | La revelació és al gènere humà el que l'educació és a l'individu | » |

. Per Lessing, la revelació és una forma d'educació sorgida de Déu i adreçada al gènere humà.
- Georg Christoph Lichtenberg
- A la literatura, val la pena esmentar Christoph Martin Wieland.

## Kant
En 1784, Kant va escriure la cèlebre frase: L'Aufklärung és la sortida de l'home de la condició de minoria d'edat de la qual ell mateix n'és responsable. La condició de minoria d'edat incapacita l'home per utilitzar la seva intel·ligència sense la guia d'un altre. Això és en si mateix el responsable d'aquesta condició de minoria quan la causa no és la manca de comprensió, però la falta de resolució i coratge per utilitzar-la sense la guia d'un altre. Sapere aude! [Atreveix-te a saber!] Tingues el valor d'utilitzar la teva pròpia intel·ligència! És el lema de l'Aufklärung.

Aline Li Berre veu en aquestes línies un canvi del teocentrisme a l'antropocentrisme: 
| « | Elles revaloritzen l'home, el fan conscient de les potencialitats i constitueixen una crida a l'emancipació o un director de consciència, com estava de moda en aquella època. No ens hem de refiar d'un Déu que intervingui en les accions humanes i amb el qual hem de comptar per a qualsevol decisió. Aufklärung (DITL a càrrec de Jean-Marie Grassin) | » |

També veu aparèixer en Kant els primers signes d'abandonament dels principis optimistes de l'Aufklärung. Per a ell, l'home és un presoner de la seva subjectivitat i, per tant, no pot arribar a la veritat. En això es diferencia de l'optimisme de Leibniz en l'adquisició de coneixements.
Johann Gottlieb Fichte, deixeble i crític de Kant, serà l'últim representant de l'Aufklärung. El seu discurs sobre la Reivindicació de la llibertat de pensament està inscrita en l'esperit de la Il·lustració i l'admiració de la Revolució Francesa.

## La fi del moviment
El Moviment Sturm und Drang, iniciat per Goethe i el seu Werther, posarà fi al període de l'Aufklärung, en proclamar la superioritat de les passions sobre la raó. El Faust de Goethe es veu com una crítica radical de la Il·lustració. Aquesta obra denuncia el racionalisme abstracte i l'acumulació innecessària de coneixement (vegeu especialment el principi, abans del pacte entre Faust i Mefistòfil). El romanticisme alemany inicia així una mena de retorn a l'edat mitjana i a la màgia, contra els excessos de la Il·lustració i els ateus positivistes. Jean-Jacques Rousseau serà molt apreciat pels romàntics (per exemple, Friedrich von Schiller), principalment perquè no pertany estrictament al moviment de la Il·lustració i va desenvolupar un pensament original i en contra del corrent, augmentant la sensació interior (la veu de la consciència, cf. Professió de fe del vicari savoià a Emili, o De l'educació) i de la bondat natural. El pensament de Moisès Mendelssohn i Kant resta doncs manllevat de rousseaunisme; així la ruptura amb la Il·lustració és més amb la Il·lustració francesa antireligiosa que amb la Il·lustració alemanya, que preserva la interioritat i el transcendent.
El mateix Hegel, admirador de la Il·lustració i la Revolució de jove, va dir més tard (a la Fenomenologia de l'esperit) que la Revolució i el racionalisme abstracte va portar al Regnat del Terror. Això no vol dir que revaloritzi el sentiment enfront de la raó caiguda, sinó que tracta de desenvolupar una lògica que sigui coherent amb la realitat.
Karl Marx i Friedrich Nietzsche, cadascun per la seva banda, enterraran l'Aufklärung després d'haver estat influïts per aquest moviment.